# Astor de argint pentru cea mai bună actriță
Astor de argint pentru cea mai bună actriță este un premiu de film al Festivalului Internațional de Film de la Mar del Plata acordat celei mai bune actrițe. I s-a atribuit acest nume de festival din 2004. 
Festivalul nu a avut loc din 1967 până în 1969, în urma juntei militare din 1966 din Argentina și a organizării unui festival de film la Rio de Janeiro, în Brazilia. A fost reluat în 1970, dar a suferit o nouă și lungă întrerupere până în 1996.

## Câștigătoare

### Anii 1959-1970
- 1959 Susan Hayward – Vreau să trăiesc! (I Want to Live!), regia Robert Wise
- 1960 Eleonora Rossi Drago – Vară violentă (Estate violenta), regia Valerio Zurlini
- 1961 Susan Strasberg – Kapò
- 1962 Nadezhda Rumyantseva – Devchata
- 1963 Wanda Luczycka – Glos z tamtego swiata
- 1964 Natalie Wood – Dragoste cu străinul potrivit (Love with the Proper Stranger)
- 1965 Nuria Torray – Diálogos de la paz
- 1966 Mireille Darc – Galia, regia Georges Lautner
- 1967 nealocat
- 1968 Annie Girardot – A trăi pentru a trăi (Vivre pour vivre), regia Claude Lelouch
- 1969 nealocat
- 1970 Liza Minnelli – Pookie (The Sterile Cuckoo), regia Alan J. Pakula

### Anii 1996-1999
- 1996: Renée Zellweger – Il mondo intero (The Whole Wide World)
- 1997: Geno Lechner – Gesches Gift
- 1998: Yelda Reynaud – Yara
- 1999: Reedy Gibbs – Crossing Fields

### Anii 2000-2009
- 2000 nealocat
- 2001 Julie-Marie Parmentier – Les Blessures assassines
- 2002 Kirsten Dunst – Hollywood Confidential (The Cat's Meow)
- 2003 Zooey Deschanel – All the Real Girls
- 2004 Nicoletta Braschi – Mi piace lavorare (Mobbing)
- 2005
  - Emmanuelle Devos – La donna di Gilles (La femme de Gilles), regia Frédéric Fonteyne
  - Laura Linney – P.S. Ti amo (P.S.)
- 2006 Justine Clarke – Look Both Ways - Amori e disastri (Look Both Ways)
- 2007 Sandra Hüller – Madonnen
- 2008 Isabelle Huppert – Home - Casa dolce casa? (Home), regia Ursula Meier
- 2009 Allison Janney – Perdona e dimentica (Life During Wartime)

### Anii 2010-2019
- 2010 Mirela Oprișor și Maria Popistașu – Marți, după Crăciun, regia Radu Muntean
- 2011 Joslyn Jensen – Without
- 2012 Soko – Augustine
- 2013 Marian Álvarez – La herida
- 2014 Negar Javaherian – Melbourne
- 2015 Erica Rivas – La luz incidente
- 2016 Sônia Braga – Aquarius
- 2017 Eili Harboe – Thelma
- 2018 Judy Hill – Che fare quando il mondo è in fiamme? (What You Gonna Do When the World's on Fire?)
- 2019 Liliana Juárez – Planta permanente